# Accélérateur MHD
Un accélérateur MHD (magnétohydrodynamique) est un convertisseur MHD qui met en mouvement un fluide conducteur, grâce à un champ électrique et un champ magnétique combinés.
Le principe de base est le même que celui d'un moteur électrique. Tous deux possèdent un inducteur (électroaimant) générant un champ magnétique dans un induit.
- Dans le cas d'un moteur conventionnel, cet induit est solide : c'est une bobine constituée d'un enroulement de fil métallique.
- Dans le cas d'un accélérateur MHD, cet induit est fluide : liquide conducteur (eau salée, métal liquide) ou gaz ionisé (appelé plasma).

Les accélérateurs MHD n'utilisent donc pas de pièce mécanique mobile, contrairement aux moteurs électriques traditionnels, ils convertissent directement l'énergie électromagnétique en énergie cinétique. Un fluide est mis en mouvement dans un champ magnétique, par un champ électrique débitant un courant électrique aux bornes d'électrodes immergées dans le fluide.

## Principe

### Mouvement d'une particule chargée dans un champ électrique (loi de Coulomb)
Sans champ magnétique, la présence d'un champ électrique (électrostatique) accélère[Information douteuse] les particules chargées d'un fluide conducteur par la force électrostatique (selon la loi de Coulomb) :
| {\displaystyle {\vec {F}}_{e}\ =\ q\;{\vec {E}}\,} | - Fe est la force électrostatique, en newtons - q est la charge de la particule, en coulombs - E est le champ électrique, en volts par mètre |

Le sens de cette force est opposé pour les particules positives (accélérées du + vers le -) et les particules négatives (accélérées du - vers le +). Le fluide (par exemple un gaz ionisé ou plasma) est dans ce cas globalement neutre et reste statique. Dans le cas particulier où une seule espèce chargée est extraite d'un plasma (par exemple les électrons) et temporairement stockée, le plasma n'est plus neutre et les ions positifs restants peuvent être accélérés électrostatiquement, avec le reste du fluide par le jeu des collisions ion-ion et ion-neutre : c'est le principe du moteur ionique.

### Mouvement d'une particule chargée dans des champs électrique et magnétique (force de Lorentz)
Dans le cas où un champ magnétique est présent, les particules chargées accélérées par un champ électrique au sein de ce champ magnétique subissent une force électromagnétique dite force de Lorentz selon l'équation :
| {\displaystyle {\vec {F}}_{em}\ =\ q\,{\vec {E}}\ +\ q\,{\vec {v}}\wedge {\vec {B}}\,} | - Fem est la force électromagnétique ou force de Lorentz, en newtons - q est la charge de la particule, en coulombs - E est le champ électrique, en volts par mètre - v est la vitesse de la particule, en mètres par seconde - B est le champ magnétique, en teslas |

Le sens de cette force dépend de la charge q, il est donc inverse pour les particules positives et les particules négatives.

### Cas d'un conducteur solide (force de Laplace)
Cette force de Lorentz est souvent simplifiée, dans le cas d'un conducteur électrique solide tel qu'un fil électrique, en la force de Laplace :
| {\displaystyle d{\vec {F}}\ =I\ d{\vec {L}}\wedge {\vec {B}}\,} | - I est le courant électrique, en ampères |

Les vecteurs F, I et B sont perpendiculaires les uns aux autres et forment un trièdre dans l'espace selon la règle de la main droite (= trièdre direct).

### Cas d'un conducteur fluide (MHD)
Un fluide conducteur (liquide ou gaz ionisé) possède en son sein des porteurs de charge de différents signes : ions positifs et ions négatifs ainsi que, dans le cas d'un plasma, des électrons libres (négatifs).
La force de Lorentz dans une interaction MHD n'agit pas sur une particule chargée isolée, ni sur les électrons libres parcourant le réseau atomique d'un métal conducteur. C'est une densité de force ou « force volumique » (une force par unité de volume) agissant sur une densité de charge homogène dans le volume d'un fluide en mouvement :
| {\displaystyle {\vec {f}}\ =Q{\vec {E}}+{\vec {J}}\wedge {\vec {B}}\,\!} | - f est la densité de force ou force de Lorentz volumique, en newtons par mètre cube - Q est la densité de charge, en coulombs par mètre cube - J est la densité de courant, en ampères par mètre carré |

Le champ électrique accélère les particules chargées vers les électrodes en sens opposé selon leur charge et le champ magnétique dévie ces particules chargées, durant leur accélération, également en sens opposé selon leur charge. Cette double inversion[pas clair], accélération électrique puis déviation magnétique, résulte en une distribution des forces de Lorentz toutes parallèles et de même sens[réf. nécessaire]. Le fluide est mis en mouvement uniforme, car toutes les particules, quelle que soit leur charge (positive et négative, de même que les particules neutres par le jeu des collisions), sont entraînées dans le même sens[pas clair].

## Typologie

### Champs électromagnétiques
On distingue les accélérateurs MHD :
- à conduction : création de courants électriques dans le fluide par des électrodes, en présence d'un champ magnétique généralement uniforme ;
- à induction : création de courants induits dans le fluide par un champ magnétique variable (selon la loi de Lenz), sans électrode.

### Écoulement du fluide
Si le fluide est accéléré à l'intérieur d'un conduit dans lequel est concentrée l'interaction MHD, il s'agit d'un accélérateur MHD à écoulement interne (écoulement à la manière des tuyères des moteurs à réaction).
Si les champs électromagnétiques agissent sur le fluide environnant la paroi extérieure d'un appareil, il s'agit d'un accélérateur MHD à écoulement externe (écoulement à la manière des micro-organismes ciliés tels la paramécie).

### Géométries
Les convertisseurs MHD fonctionnant sans pièce mécanique mobile, ils peuvent prendre une multitude de formes :
- écoulement interne, dans des canaux à veine ronde, carrée, annulaire, hélicoïdale, etc. Exemples : tuyères de Faraday à électrodes planes ou segmentées, tuyères de Hall à électrodes décalées ;
- écoulement externe, linéairement le long de surfaces planes ou quasi planes (tuiles MHD) ou radialement autour de formes en volume (géométries cylindrique, sphérique, coniques, discoïdales…).

## Applications
Les accélérateurs MHD sont principalement utilisés dans l'industrie sous forme de pompes électromagnétiques ainsi que dans les aspects propulsifs de véhicules de haute technologie ; et pour certains types d'armes militaires.

### Pompes électromagnétiques
Les pompes électromagnétiques se divisent en quatre grandes catégories :
- les pompes à conduction :
  - à courant continu,
  - à courant alternatif monophasé ;
- les pompes à induction à courants polyphasés :
  - plates (à barres de court-circuit, FLIP en anglais),
  - annulaires (dites aussi cylindriques, ALIP en anglais).

Les pompes à conduction à courant continu se rapprochent de la roue de Barlow. Deux électrodes injectent un courant continu pendant qu'un électroaimant (ou un aimant permanent) crée le champ magnétique. Leur grand inconvénient est qu'il faut mettre en œuvre des intensités très élevées pour des tensions très faibles, d'où des pertes énormes par effet Joule proportionnel au carré de l'intensité (dans la pompe, dans l'alimentation en courant et dans le système redresseur). Leurs deux avantages fondamentaux sont leur compacité et leur capacité à supporter de hautes températures sans refroidissement. Dans certains cas particulier de pompes de petite taille, des bobinages en argent ont permis un fonctionnement à des températures pouvant atteindre 600 °C.
Les pompes à conduction à courant alternatif font appel aux deux phénomènes de conduction et d'induction. Leur fonctionnement rappelle celui de certains transformateurs à entrefer. Leur principal défaut, hormis leur très faible rendement, est la cavitation. La pression à l'entrée de la pompe doit donc à tout instant être suffisante (le plus souvent supérieure à un bar).
Les pompes à induction se rapprochent des moteurs asynchrones. Le rendement de ces machines est de l'ordre de 15 à 45 %. Il y a plusieurs causes à la limitation du rendement : les métaux liquides sont le plus souvent véhiculés par des conduits eux-mêmes métalliques, qui sont le siège de courants électriques parasites induits et de courants de dérivation dans le cas des pompes plates, l'ensemble provoquant des pertes très importantes par effet Joule. Les effets d'extrémités (à l'entrée et à la sortie de la pompe) génèrent des courants parasites diminuant de 15 % à 35 % la puissance d'une pompe et donc son rendement. L'épaisseur de l'entrefer est très importante, à cause d'une part de l'épaisseur du conduit et d'autre part de l'épaisseur des isolants thermiques à mettre en œuvre (sodium, aluminium, magnésium, zinc…). À cet entrefer physique s'ajoute un entrefer magnétique supplémentaire, dit entrefer de Carter, lié aux effets de denture de l'inducteur. Ces entrefers centimétriques génèrent des fuites magnétiques. Dans la majorité des cas ces champs magnétiques de fuite sont plus importants que les champs magnétiques utiles. Les bobinages devant produire les champs magnétiques inducteurs sont donc très volumineux et sont le siège de pertes par effet Joule importantes. Ils doivent donc être refroidis par de puissants systèmes de ventilation.
Tous ces types de pompes ont été très utilisés dans les circuits secondaires et de secours du réacteur nucléaire Superphénix pour faire circuler le sodium liquide, ainsi que dans certaines fonderies d'aluminium pour doser ou transférer l'aluminium liquide.

### Propulsion spatiale
Les accélérateurs MHD dans l'espace sont généralement appelés propulseurs électromagnétiques à plasma (le plasma est un gaz ionisé). Ils s'inscrivent dans le futur proche de l'exploration spatiale au XXIe siècle.
Un gaz ionisé peut être accéléré grâce aux forces de Lorentz, interaction de courants électriques, émis à travers ce gaz, avec des champs magnétiques soit directement induits par ces courants (self-field accelerators) soit générés par des solénoïdes externes (applied-field accelerators). Les propulseurs équipés de solénoïdes peuvent d'ailleurs être conçus pour fonctionner sans décharge électrique dans le gaz (et donc sans électrode), par induction. Dans ce cas, c'est un champ magnétique rapidement variable qui induit des courants électriques dans le gaz, la combinaison des deux générant les forces de Lorentz. La propulsion électromagnétique est la sous-catégorie la plus évoluée de la propulsion électrique, qui en compte trois :
1. Propulsion électrothermique. De telles interactions peuvent servir, dans une première approche, à compresser un arc électrique de grande intensité dans une colonne d'hydrogène, afin de chauffer ce gaz et de l'éjecter en expansion à travers une tuyère divergente : on parle alors de propulseur électrothermique, dont une réalisation est l'arcjet ;
2. Propulsion ionique électrostatique. On envisage ensuite d'utiliser ces forces pour contraindre magnétiquement un plasma à l'intérieur d'une enceinte dont on extrait uniquement des ions, accélérés par un champ électrique, ou encore pour contrôler magnétiquement la direction de diffusion de ces ions une fois sortis de l'enceinte : c'est un moteur ionique (à forces électrostatiques) où le champ magnétique joue un rôle de confinement. Ces moteurs ioniques électrostatiques permettent de grandes vitesses d'éjection (en moyenne, 40 km/s) mais génèrent de faibles poussées (à cause de la faible densité du flux ionique) et sont utilisés pour le contrôle fin de l'orbite de satellites et la propulsion de sondes spatiales où la durée de voyage n'est pas critique ;
3. Propulsion plasmique électromagnétique. Ces forces peuvent enfin être elles-mêmes de nature propulsive, en accélérant directement le plasma. On parle alors de propulseurs électromagnétiques à plasma.

Voici les principaux moteurs électromagnétiques à plasma, par puissance croissante.
- PPT : Le Pulsed Plasma Thruster (Propulseur à plasma pulsé (en))[3] utilise l'énergie électrique pour décaper un matériau solide ablatif (généralement du téflon), processus qui l'ionise. Ce plasma peu dense est ensuite accéléré électromagnétiquement par une impulsion magnétique ultra-brève, générée par un solénoïde, qui induit des courants électriques dans le plasma s'opposant au champ magnétique inducteur, et in fine leur répulsion mutuelle par induction selon la loi de Lenz. La poussée est extrêmement courte et faible (quelques micronewtons), et est donc utilisée à des fins de pointage de précision ou pour remonter une orbite.

- PIT (Pulsed Inductive Thruster, propulseur à induction pulsé (en))[4] : utilise un solénoïde plat (généralement d'un mètre de diamètre) et un injecteur de gaz à valve ultra-rapide, qui injecte quelques milligrammes de propulsif au milieu de la bobine. Un banc de condensateurs se décharge dans le solénoïde en 10 microsecondes sous 30 kV, générant dans le gaz une brève impulsion de champ magnétique axial, inductif, qui ionise le gaz. Le gaz est alors repoussé vers la sortie sous l'effet des courants induits, selon la loi de Lenz. L'avantage principal de ce type de propulseur à induction est le confinement du plasma loin de la paroi, ainsi que l'absence d'électrodes et d'arc électrique, ce qui élimine l'érosion. Un autre avantage du PIT est sa polyvalence à fonctionner avec divers propulsifs, tels que l'argon, mais aussi l'hydrazine, l'ammoniac, le dioxyde de carbone... à des impulsions spécifiques maximales de 6000 secondes avec un rendement de 60 %, un PIT de 1 MW fonctionnerait en 200 Hz.

- Propulseur MPD ou LFA : moteur électromagnétique de haute puissance (quelques centaines de kilowatts à plusieurs mégawatts électriques par propulseur) le plus étudié depuis les années 1960 est le propulseur MPD (magnétoplasmadynamique) également appelé LFA (Lorentz Force Accelerator) dans ses versions améliorées. Les propulseurs MPD les plus performants permettent à la fois une poussée très forte (jusqu'à 200 newtons) et des vitesses d'éjection élevées (atteignant la centaine de kilomètres par seconde, avec des impulsion spécifique de l'ordre de 10 000 secondes).

- VASIMR : Le Variable specific impulse magnetoplasma rocket[5] (Fusée magnétoplasma à impulsion spécifique variable) utilise une force propulsive continue, d'origine principalement électrothermique, avec une composante utilisant les forces électromagnétiques qui éjecte de l'hydrogène ou de l'hélium ionisé. L'appareil fait intensivement appel aux champs électromagnétiques variables (sans électrodes), à travers une série de plusieurs « cellules magnétiques ». À vitesse maximale (Escape Mode, pour s'extraire de la gravité planétaire), VASIMR doit être capable d'assurer une poussée continue -quoique temporaire- de 500 newtons avec une impulsion spécifique de 6 000 secondes. À vitesse de croisière (Cruise Mode, entre deux planètes) VASIMR doit donner continuellement une poussée de 50 newtons sous l'impulsion spécifique record de 30 000 secondes. Voir l'article VASIMR.

- PMWAC (Propagating Magnetic Wave Plasma Accelerator)[6] ou IPA (Inductive Plasma Accelerator)[7] : Propulseur à induction par onde magnétique (sans électrode). De multiples solénoïdes sont placées en série les uns à la suite des autres autour d'une tuyère cylindrique, à l'intérieur de laquelle ils génèrent un champ magnétique axial. Ce champ est d'abord uniforme, il magnétise le plasma qui se retrouve accessoirement confiné loin de la paroi. Les solénoïdes subissent ensuite individuellement une élévation impulsionnelle du courant électrique les parcourant. Cette impulsion électrique est distribuée dans chaque solénoïde avec la même amplitude mais en déphasage par rapport au solénoïde précédent, de telle sorte qu'une onde magnétique péristaltique se met à parcourir l'intérieur du tube. Le plasma est accéléré en suivant cette onde, entraîné par le pincement des lignes de champ générant une hausse localisée de la pression magnétique (le plasma est diamagnétique et fuit les régions où le champ magnétique est élevé), et expulsé par les forces de Lorentz, générées par l'interaction du champ magnétique axial avec les courants azimutaux qu'il induit dans le plasma du fait de l'élévation rapide de son intensité. Ces forces de Lorentz ont en effet à la fois une composante centripète (confinante) et axiale (propulsive). Un propulseur à onde magnétique de 5 mètres de long et d'une puissance de 2 MW propulse un plasma à la vitesse de 300 km/s (Isp = 30 000 s) et une poussée record de 4 000 newtons. Une version de 25 mètres et 20 MW à la même poussée offre une vitesse d'éjection record de 1 000 km/s (Isp de 100 000 secondes)[8].

### Propulsion maritime
Les premières études sur la propulsion MHD en milieu océanique datent de la fin des années 1950 aux États-Unis. En 1958, l'ingénieur Stewart Way, du département R&D de Westinghouse à Pittsburgh, publie un premier rapport officiel sur le sujet. En 1961, Warren A. Rice dépose le premier brevet, en parallèle aux travaux des américains James B. Friauf et O. M. Phillips. Un second rapport de Stewart Way est publié en 1964 par l'American Society of Mechanical Engineers (ASME). En 1966, S. Way teste avec succès le premier modèle-réduit de submersible à propulsion MHD muni de deux électrodes, long de 3 mètres et pesant 400 kg, dans la baie de Santa Barbara, en Californie. Ces recherches sont stoppées durant la décennie suivante, en raison de l'impossibilité de fabriquer les bobines produisant de très forts champs magnétiques nécessaires à un rendement MHD correct. Les Soviétiques continuent cependant les recherches militaires sur la propulsion MHD des sous-marins, afin de rendre ceux-ci silencieux et donc furtifs.
La disponibilité d'électroaimants supraconducteurs, capables de produire les champs magnétiques nécessaires (plusieurs teslas), relance ensuite ces études. Aux États-Unis, celles-ci sont destinées en priorité aux submersibles de l'US Navy. Dans les années 1990, l'Université de Pennsylvanie mène des expériences au FBNML (Francis Bitter National Magnet Laboratory) du MIT (Massachusetts Institute of Technology) en circuit fermé une configuration hélicoïdale, et obtient des vitesses d'écoulement de 3,7 mètres par seconde et un rendement de 10 % avec un champ magnétique de 8 teslas. En parallèle à ces recherches universitaires, l'US Navy ne commente pas les éventuelles réalisations effectives, mais publie à la même époque plusieurs brevets décrivant des sous-marins à propulsion MHD et à diminution de la traînée par contrôle de la couche limite en poupe.
Les Japonais mènent des recherches civiles sur la propulsion MHD depuis les années 1970. L'université de la marine marchande de Kobé réalise en 1976, sous la direction du physicien Yoshiro Saji, une première maquette suivie d'une seconde de 3,6 mètres de long pesant 700 kg en 1979, et envisage à cette époque la future construction d'un brise-glace sans hélices propulsé par MHD. Le premier véritable navire à propulsion MHD, le Yamato 1 (utilisant 12 accélérateurs linéaires de Faraday) navigue pour la première fois en 1992.
La Chine teste également à la fin des années 1990 un prototype de bateau à propulseur MHD hélicoïdal muni d'un électroaimant de 5 teslas, le HEMS-1, et entreprend un partenariat avec le Japon pour tester la propulsion MHD en laboratoire avec des champs magnétiques de grande intensité (15 teslas).
En France, le physicien Jean-Pierre Petit du CNRS réalise, à l'Institut de Mécanique des Fluides de Marseille (IMFM), en 1976, l'annihilation de la vague d'étrave et de la turbulence de sillage autour d'un profil cylindrique, immergé dans un courant d'eau acidulée dans un champ magnétique de 4 teslas, par les forces de Lorentz en écoulement externe. Dans les années 1990, la Marine nationale passe un contrat avec l'Université Grenoble-1, afin d'effectuer au LEGI (Laboratoire des écoulements géophysiques et industriels) une veille technologique sur la propulsion MHD. Une étude expérimentale d'une maquette de bateau à propulsion MHD est publiée en 2017, comparant avec succès la vitesse de croisière théorique aux vitesses mesurées en laboratoire pour une large gamme de paramètres.

### Propulsion atmosphérique
L'action MHD sur l'air est aussi possible si cet air est rendu conducteur de l'électricité, par une ionisation qui le transforme en plasma.
Les applications propulsives de la MHD-gaz en milieu atmosphérique visent à vaincre le mur de la chaleur à vitesse hypersonique. Diverses études sont concernées, par ordre de difficulté technique croissant :
- Rentrée atmosphérique à bouclier MHD sur les capsules spatiales
- Contrôle de l'écoulement interne pour les moteurs à réaction (pontage MHD)
- Contrôle de l'écoulement externe : réduction des ondes de choc, des traînées de frottement, de sillage et d'onde
- Propulsion électromagnétique par poussée MHD

Ce cas particulier de la magnétohydrodynamique appliquée au milieu atmosphérique est la magnétoaérodynamique (MAD).

### Canons à plasma
Certains canons électromagnétiques accélèrent un plasma par les forces de Lorentz, soit pour la propulsion directe des particules chargées à vitesse relativiste, soit pour la poussée d'un obus matériel :
- Canon à rails (railgun) où une feuille d'aluminium est sublimée et transformée en plasma lors du passage du courant.
- Canon à plasmoïde autoconfiné (créé par Andreï Sakharov dans les années 1950) utilisant la puissance d'un explosif comprimant le champ magnétique (générateur magnéto-cumulatif)[23][source insuffisante].